# Mattias Jonson
Mattias Jonson (Kumla, Suecia, 16 de enero de 1974) es un futbolista sueco, se desempeña como extremo o delantero y actualmente juega en el Djurgårdens IF sueco. Con la selección de fútbol de Suecia ha disputado dos Mundiales y una Eurocopa.

## Palmarés
Helsingborgs IF
- Allsvenskan: 1998-99

Brøndby IF
- Superliga danesa: 2001-02
- Copa de Dinamarca: 2003

- Datos: Q352183
- Multimedia: Mattias Jonson / Q352183